# 金色のコルダ スターライトオーケストラ
『金色のコルダ スターライトオーケストラ』は、2021年2月24日にコーエーテクモゲームスからスマートフォン用（iOS、 Android）に配信開始された育成シミュレーションゲーム。

## 概要
『金色のコルダ3』から10年後の世界が舞台。前作同様、世界観は共有しつつ、担当声優の大半が引き続き起用されているが、登場人物は一新した。ゲームシステムもスマホに特化した仕様に変更されているが、シリーズらしい要素を取り入れるのに気を配っている。アニメーション部分の制作はCloverWorks。プレイ料金はフリーミアム制。

## ストーリー
主人公・朝日奈 唯は、星奏学院音楽科に落ちて普通科に進学したヴァイオリニスト。
漫然と日々を過ごしていたが、指揮者・一ノ瀬銀河との再会を機に世界中のオケが競い合う「国際学生オーケストラコンクール」優勝を目指す。

## 登場人物

### 主要人物

#### 主人公
朝日奈 唯
声 - なし
名前変更可能。
星奏学院普通科2年。ヴァイオリン担当。

#### 星奏学院
九条 朔夜（くじょう さくや）
声 - 日野聡
身長174cm。10月29日生まれ。さそり座。A型。
普通科2年。ヴァイオリン担当。
成宮 智治（なるみや ともはる）
声 - 武内駿輔
身長184cm。5月18日生まれ。おうし座。O型。
普通科1年。チェロ担当。
竜崎 疾風（りゅうざき はやて）
声 - 森田成一
身長177cm。7月31日生まれ。しし座。A型。
音楽科2年。ヴィオラ担当。
一ノ瀬 銀河（いちのせ ぎんが）
声 - 福山潤
身長180cm。12月19日生まれ。いて座。B型。
スターライトオーケストラ指揮者。アンサンブルではピアノ担当。
香坂 怜（こうさか れい）
声 - 大原さやか
身長168cm。8月11日生まれ。しし座。AB型。
音楽科3年。チューバ担当。Second Viaggioでは寮生活のまま星奏学院大学に進学。

#### 常陽工業高校
桐ケ谷 晃（きりがや あきら）
声 - 谷山紀章
身長180cm。11月26日生まれ。いて座。O型。
機械科3年。トランペット担当。
刑部 斉士（おさかべ せいじ）
声 - 伊藤健太郎
身長185cm。2月7日生まれ。みずがめ座。O型。
情報技術科3年。トランペット担当。

#### シルフ芸術アカデミー
弓原 凛（ゆみはら りん）
声 - 田丸篤志
身長166cm。2月13日生まれ。みずがめ座。B型。
芸能コース1年。フルート担当。
榛名 流星（はるな りゅうせい）
声 - 小野将夢
身長169cm。11月5日生まれ。さそり座。AB型。
芸能コース1年。クラリネット担当。

#### 日向南高校
赤羽 拓斗（あかばね たくと）
声 - 野島裕史
身長179cm。7月26日生まれ。しし座。B型。
普通科2年。トロンボーン担当。
三上 蒼司（みかみ そうじ）
声 - 岸尾だいすけ
身長172cm。9月17日生まれ。おとめ座。O型。
普通科2年。ホルン担当。

#### 今帰仁高校
南 乙音（みなみ おとね）
声 - 熊谷健太郎
身長170cm。5月25日生まれ。ふたご座。O型。
分校3年。ファゴット担当。

#### 鷹峯高校
御門 浮葉（みかど うきは）
声 - 前野智昭
身長175cm。9月28日生まれ。てんびん座。A型
普通科3年。クラリネット担当。
鷲上 源一郎（わしがみ げんいちろう）
声 - 内田夕夜
身長193cm。8月28日生まれ。おとめ座。A型
普通科2年。オーボエ担当。
堂本大我（どうもと たいが）
声 - 小西克幸
身長183cm。4月6日生まれ。おひつじ座。O型。
普通科2年。ファゴット担当。

#### ラザルス学院
笹塚 創（ささづか はじめ）
声 - 石川英郎
身長181cm。4月30日生まれ。おうし座。B型。
3年。コントラバス担当。卒業後は日本屈指の大学に進学。
仁科 諒介（にしな りょうすけ）
声 - 保村真
身長181cm。6月30日生まれ。かに座。A型。
3年。ヴァイオリン担当。東京の有名私立大学に進学。

#### 花響学園
月城 慧（つきしろ けい）
声 - 宮野真守
身長178cm。1月7日生まれ。やぎ座。O型。
音楽科2年。ヴァイオリン担当。
巽 瑛一（たつみ えいいち）
声 - 三浦祥朗
身長187cm。6月16日生まれ。ふたご座。AB型。
音楽科3年。チェロ担当。

#### 北陸ユースフィルハーモニー管弦楽団
2023年4月に追加されたSecond Viaggioより登場。
宇賀神 惟世(うがじん いっせい)
声 - 古川慎
身長185cm。1月21日生まれ。AB型。
チェロ担当。
宇賀神 七瀬(うがじん ななせ)
声 - 小林裕介
身長162cm。10月14日生まれ。AB型。
ヴァイオリン担当。

## 漫画
『金色のコルダ スターライトオーケストラ』を原作としたコミカライズで、『コミックZERO-SUM』（一迅社）において2021年11月号より2024年2月号まで連載。作画を八橋はちが担当している。
- ルビーパーティー（原作）・八橋はち（漫画）・高山しのぶ（キャラクターデザイン原案）『金色のコルダ スターライトオーケストラ -COMIC-』一迅社〈ZERO-SUMコミックス〉、全4巻
  1. 2022年3月25日発売[6][7]、ISBN 978-4-7580-3720-4
  2. 2022年10月25日発売[8]、ISBN 978-4-7580-3805-8
  3. 2023年6月23日発売[9]、ISBN 978-4-7580-3901-7
  4. 2024年4月30日発売[10]、ISBN 978-4-7580-8505-2

## 関連商品

### CD
- 金色のコルダ スターライトオーケストラ 1Start Up 〜星奏学院〜（KECH-1968）
- 金色のコルダ スターライトオーケストラ 2Blaze Up 〜常陽工業高校〜（KECH-1969）
- 金色のコルダ スターライトオーケストラ 3Show Up 〜シルフ芸術アカデミー〜（KECH-1970）
- 金色のコルダ スターライトオーケストラ 4Cheer Up 〜日向南高校〜（KECH-1971）
- 金色のコルダ スターライトオーケストラ 5Step Up 〜今帰仁高校〜（KECH-1972）

### 書籍
- 金色のコルダ スターライトオーケストラ 公式ビジュアルファンブック ISBN 978-4047336179